# Oglavak
Oglavak je naseljeno mjesto u općini Fojnica, Federacija Bosne i Hercegovine, BiH.
Nalazi se oko 5 kilometara sjeveroistočno od Fojnice.

## Stanovništvo

### 1991.
Nacionalni sastav stanovništva 1991. godine, bio je sljedeći:
ukupno: 145
- Muslimani - 77
- Hrvati - 61
- Jugoslaveni - 1
- ostali, neopredijeljeni i nepoznato - 6

### 2013.
Nacionalni sastav stanovništva 2013. godine, bio je sljedeći:
ukupno: 89
- Bošnjaci - 82
- Hrvati - 3
- ostali, neopredijeljeni i nepoznato - 4

## Znamenitosti
Na Oglavku se nalazi tekija koju je osnovao šejh Abdurahman Sirrija koncem 18. stoljeća.

## Vanjske poveznice
- Satelitska snimka[neaktivna poveznica]